# Cayo Sila Godoy
Cayo Sila Godoy (Villarrica, 4 de diciembre de 1919 − Asunción, 2 de septiembre de 2014) fue un guitarrista paraguayo, considerado como uno de los más destacados intérpretes de la guitarra en su país, continuador y principal recopilador de la obra del universalmente reconocido compositor misionero Agustín Pío Barrios (conocido como «Nitsuga Mangoré»).

## Infancia y juventud
Nació en 1919 en Villarrica y fue hijo de Basilia Echauri. Su abuelo materno, Patricio Echauri fue uno de los fundadores del Club Porvenir Guaireño, el más antiguo del país.
Su familia era musical, su propia madre cantaba y ejecutaba la mandolina. Estudió música primero con su tío Marciano Echauri y a partir de los 16 años, armonía, con Juan Carlos Moreno González. Obtuvo una beca del gobierno paraguayo para perfeccionarse en Buenos Aires, Argentina, donde tomó clases con la guitarrista Consuelo Mallo López.

## Primeros pasos
| Año       | Actividad destacable |
| --------- | --- |
| 1953      | Por encargo del Gobierno Nacional emprendió una gira artístico-cultural, siguiendo la ruta de Mangoré. Ofreció conciertos, dictó conferencias y recopiló copiosa información y documentación sobre el gran compositor paraguayo.                                        |
| 1959-1962 | Participó de los cursos de perfeccionamiento con Andrés Segovia -considerado el máximo instrumentista de la guitarra culta en el mundo en el siglo XX- en Santiago de Compostela, España.                                                                               |
| 1963      | En 1963, invitado por el presidente John F. Kennedy, realizó una gira de conciertos por los Estados Unidos. |
| 1977      | En 1977, patrocinado por el programa “Amigos de las Américas”, capítulo Paraguay-Kansas, desarrolló actividades en el estado de Kansas, ofreciendo cursos de perfeccionamiento, conferencias y actuaciones en sus principales ciudades como Wichita, Topeka y Lawrence. |
| 1980      | En 1980 viajó en gira de conciertos al Japón y en 1983 a Australia, a más de recorrer por entonces los principales países de América y Europa. |

Cayo Sila Godoy, sin duda alguna, fue el mayor recopilador de las obras de Agustín Pío Barrios (Nitsuga Mangoré). En ese sentido se dedicó incansablemente en la tarea que le permitió el rescate de gran parte de la obra del gran Mangoré. Invirtió mucho tiempo y recursos económicos en pos de esa tarea, hasta que, finalmente se constituyó en su más ferviente intérprete. 
Esta pasión por la obra de Barrios, fue claramente cultivada en jóvenes talentos paraguayos que continúan honrando la memoria de Barrios en presentaciones por varios países del mundo. Entre ellos, se encuentran Luz María Bobadilla y Berta Rojas, jóvenes talentosas que interpretan la obra de Mangoré con naturales condiciones musicales.

## Distinciones
En 1948, la Asociación Música de Cámara de Buenos Aires le otorgó un diploma por el mejor concierto en la temporada de aquel año.[cita requerida]
En 1994 fue nombrado asesor musical del Vice Ministerio de Cultura del Paraguay y miembro del Consejo Asesor Nacional de Cultura.

## Su estilo
El estilo de Godoy como creador se caracteriza por la presencia de elementos de la música popular con un tratamiento armónico contemporáneo, incluyendo en sus últimas composiciones claras tendencias hacia la atonalidad.
Su trabajo en docencia musical, ha producido el surgimiento de jóvenes talentosos que hoy honran el arte paraguayo y recorren el mundo con gran éxito de público y crítica. En tal sentido, destaca nítidamente la brillante y exquisita concertista compatriota Luz María Bobadilla, quien por su innegable calidad, fue admitida por el gran maestro para realizar cuatro años de perfeccionamiento en interpretación guitarrística.

## Obras
Entre sus discos figuran: 
| Año  | Obra |
| ---- | --- |
| 1982 | “Sila Godoy en concierto”, grabado en Nueva York, Estados Unidos.                                                  |
| 1983 | “Sila Godoy”, grabado en Australia                                                                                 |
| 1994 | “Aranjuez” y “Madrigal”, dos volúmenes en casetes, de recopilación de sus anteriores grabaciones.                  |
| 1994 | “La música de Agustín Barrios Mangoré y José Asunción Flores”, disco compacto con recopilación de sus grabaciones. |

Como investigador publicó, en coautoría con Luis Szarán el libro “Mangoré. Vida y obra de Agustín Barrios”, en 1994, y tenía en preparación “Los documentos de Barrios” y “Barrios visto por sus contemporáneos”.
Entre sus creaciones para guitarra se cuentan “Habanera”, “Moto perpetuo”, “Éxtasis”, “Cuatro piezas para guitarra clásica”, “Fiesta campesina”, “Canción íntima”, “Oración a Tania”, “Capricho”. Son notables sus arreglos de obras de José Asunción Flores -genial creador del género musical de la Guarania- y su trascripción para guitarra, destacando las versiones modernas y personalísimas de “Nde renda pe aju” y “Gallito cantor”.
Vivió sus últimos años en Asunción, dedicándose a dictar conferencias, charlas, conciertos didácticos, y ofreciendo audiciones radiales y televisivas.

## Recopilador
El maestro Sila Godoy fue ya sea por encargo del Gobierno, o personalmente uno de los mayores recopiladores de la vida y obra del genial Mangoré. Esto le valió muchas satisfacciones y también varios problemas, ya que en el año 2007 intentó vender una serie de partituras originales de Mangoré, a un coleccionista salvadoreño; esto llegó a oídos de autoridades, quienes allanaron su vivienda, y prohibieron que estos valiosos documentos salgan del país, ya que eran documentos históricos. Finalmente los mismos fueron vendidos a la fundación "El Cabildo".

## Anécdotas
El poeta Félix Fernández, en 1952 le entregó unas hojas con su firma en cada página, conteniendo algunos de sus poemas con la finalidad de buscar un editor para publicarlas. Hasta el dia de hoy esos originales, que contienen obras como "Cerro Corá", "Nde ratypycua", "Che trompo" y otras inmortales obras del vate itaugüeño están en manos de la hija del guitarrista, Elisa Godoy.